# Tremella arachispora
Tremella arachispora är en svampart som beskrevs av P. Roberts 2003. Tremella arachispora ingår i släktet Tremella och familjen Tremellaceae.   Inga underarter finns listade i Catalogue of Life.